# 瀬野駅

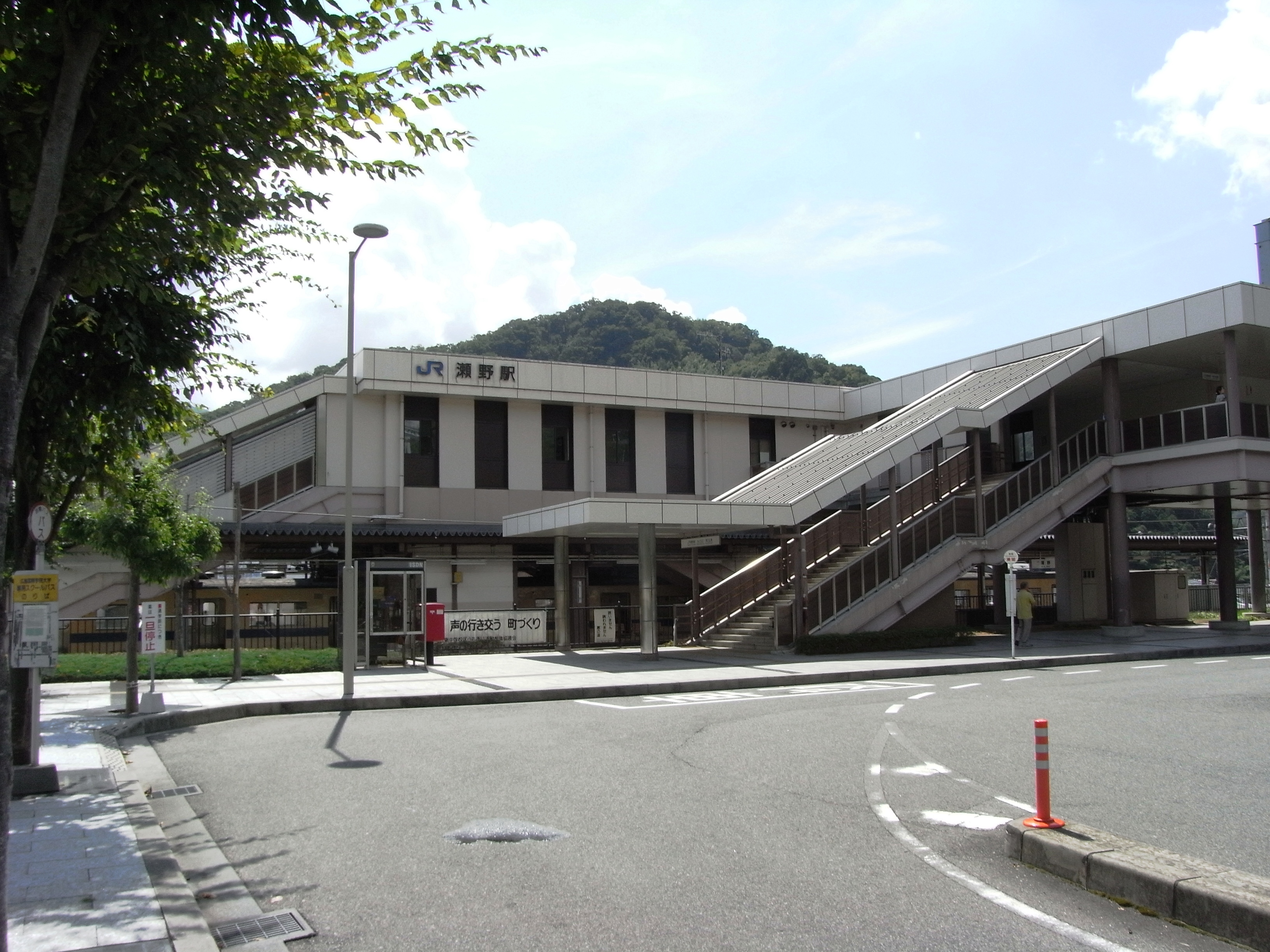
北口（2008年9月）

瀬野駅（せのえき）は、広島県広島市安芸区瀬野一丁目にある、西日本旅客鉄道（JR西日本）山陽本線の駅である。駅番号はJR-G07。
当駅から隣の八本松駅までは、瀬野八と呼ばれる急勾配区間（上り）がある。

## 歴史

### 年表
- 1894年（明治27年）6月10日：山陽鉄道糸崎駅 - 広島駅間の開通と同時に開業[2]。旅客・貨物の取扱を開始[2]。
- 1906年（明治39年）12月1日：山陽鉄道の国有化により官営鉄道の駅となる。
- 1909年（明治42年）10月12日：線路名称制定。山陽本線の所属となる。
- 1964年（昭和39年）6月1日：貨物の取扱を廃止[2]。
- 1973年（昭和48年）5月1日：国鉄（→JR）の特定都区市内制度における「広島市内」の駅となる[3][注釈 1]。
- 1984年（昭和59年）2月1日：荷物扱い廃止[2]。
- 1987年（昭和62年）4月1日：国鉄分割民営化により、西日本旅客鉄道（JR西日本）の駅となる[2]。瀬野機関区廃止。
- 1992年（平成4年）11月1日：みどりの窓口営業開始。
- 1996年（平成8年）7月17日：橋上駅舎化工事に着手[4]。
- 1997年（平成9年）3月30日：橋上駅化[1]。2面3線から2面4線となる。
- 1998年（平成10年）8月28日：スカイレールサービス広島短距離交通瀬野線開業に伴い、みどり口駅と接続。
- 2002年（平成14年）10月5日：快速「シティライナー」の停車駅となる。
- 2005年（平成17年）4月1日：みどりの券売機の稼動に伴い、みどりの窓口営業時間中に閉鎖時間帯が設定される。
- 2007年（平成19年）
  - 6月4日：自動改札機導入。
  - 9月1日：ICカード「ICOCA」の利用が可能となる。
- 2010年（平成22年）3月13日：快速「シティライナー」全廃により、普通列車のみの停車となる。
- 2016年（平成28年）3月26日：快速「シティライナー」が土曜・休日に限り復活するが、当駅は通過駅となる。
- 2018年（平成30年）
  - 4月1日：業務委託駅となる。
  - 7月6日：平成30年7月豪雨により営業休止。
  - 8月18日：当駅 - 海田市駅間で運転再開[5]。
  - 9月9日：白市駅 - 当駅間で運転再開[注釈 2][6]
- 2020年（令和2年）3月14日：快速「シティライナー」が再び土曜・休日に限り復活するが、引き続き当駅は通過駅となる。
- 2023年（令和5年）9月30日：みどりの窓口の営業を終了[7][8]。
- 2024年（令和6年）5月1日：スカイレールサービス広島短距離交通瀬野線が廃止され、JR瀬野駅北口を発着する「みどり坂タウンバス」に移行。

### 備考
客車列車の時代は、上り列車に限り補助機関車（補機）をつけるため当駅に列車が多く停車した。そのため、昭和初期から中期にかけて、上りの特急列車や急行列車の停車駅となっていた。自動扉ではなかった時代のことであり、運転停車の概念は、物理的に存在しなかった。ただし、手動ながら機器操作で扉を一斉施錠することができた20系を使用した特急列車はこの駅での客扱いを行わず、のちに補機が不要なEF65形による牽引になってからは通過となった。

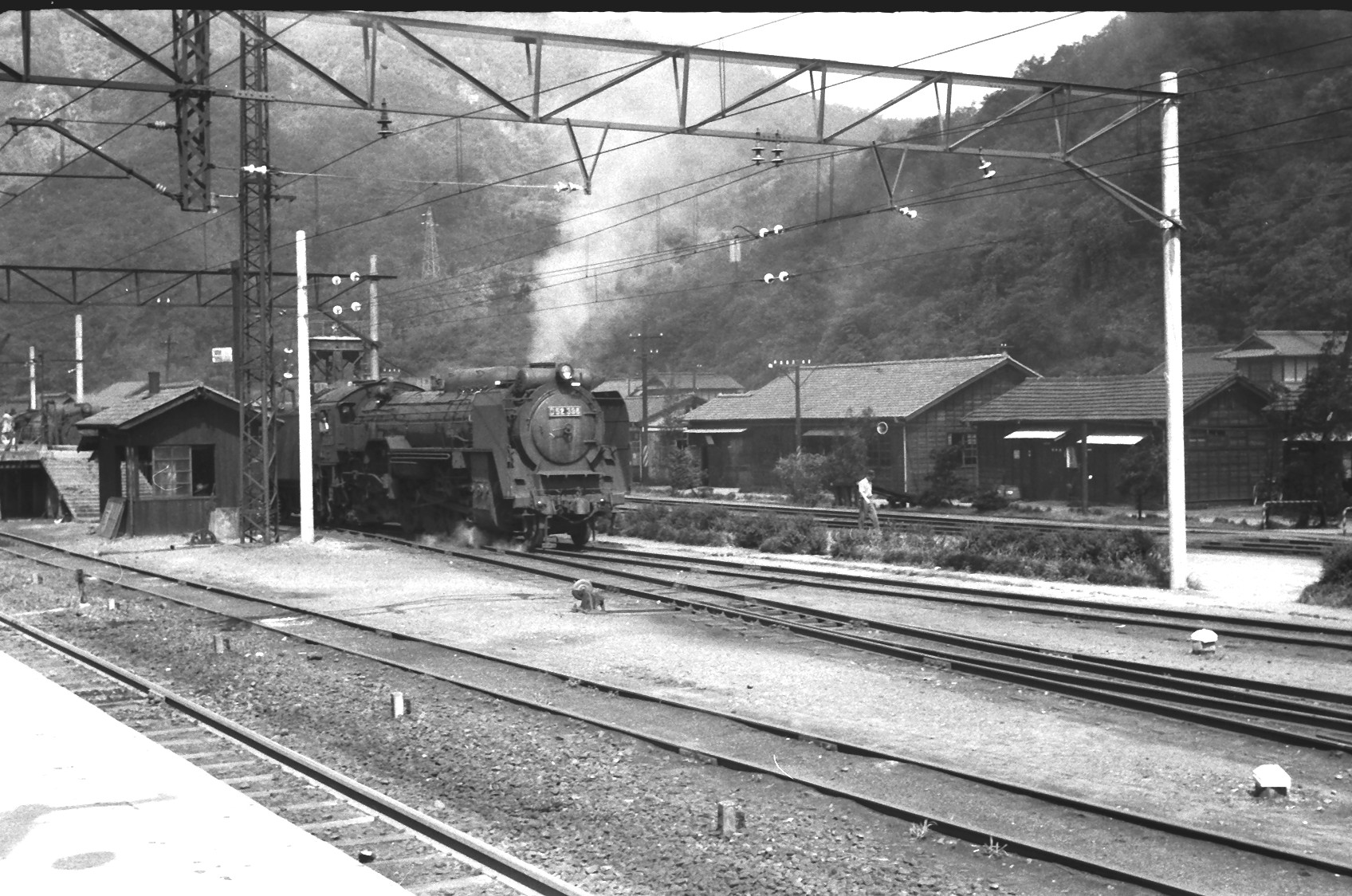
瀬野駅に待機中のD52補機（1963年8月）
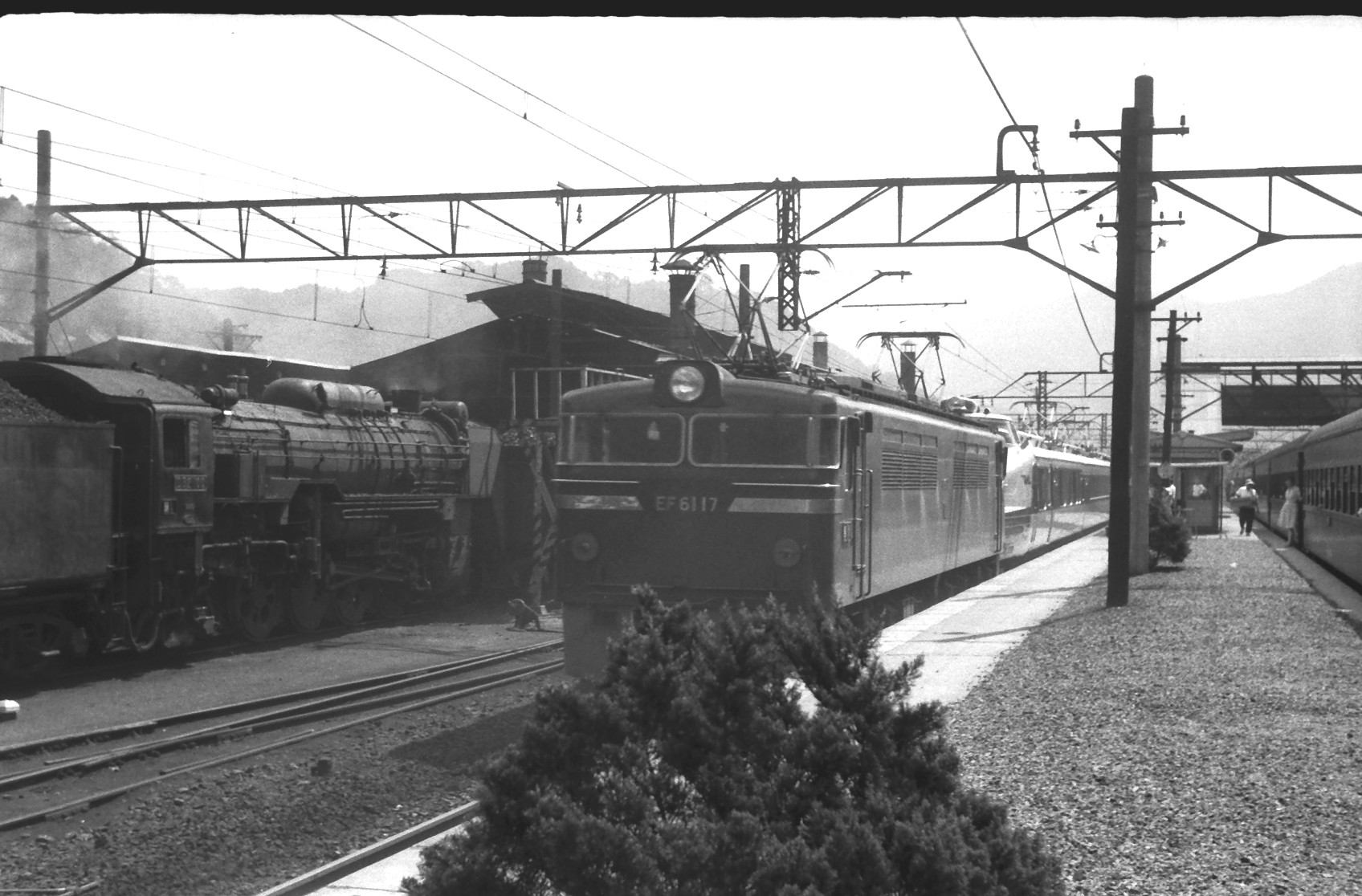
瀬野駅を通過中の151系特急の後部補機EF61（1963年8月）

## 駅構造
島式ホーム2面4線を持つ地上駅で、鉄骨造の橋上駅舎を有する。駅構内・構外ともエレベーターが設置されている。トイレは駅構内にはないが、みどり口駅（2024年5月1日廃駅）との間にある改札外の跨線橋（自由通路）に設けられている。なお、改札外の跨線橋は広島市が設置したものであり、鉄道営業法上の鉄道用地には当たらない。
JR西日本中国交通サービスによる業務委託駅である。また、JRの特定都区市内制度における「広島市内」の駅では最も東に位置する。ICOCA利用可能駅（相互利用可能ICカードはICOCAの項を参照）。早朝・夜間と日中の一部時間帯では駅係員が不在となる。

### のりば
| のりば | 路線     | 方向 | 行先           | 備考                                                      |
| ------ | -------- | ---- | -------------- | --------------------------------------------------------- |
| 1・2   | 山陽本線 | 下り | 広島・岩国方面 | 2番のりばは一部列車のみ ただし当駅始発は3番のりばから発車 |
| 3・4   | 山陽本線 | 上り | 西条・三原方面 | 3番のりばは当駅止まりと一部列車のみ                       |

付記事項
- 1番のりばが下り本線、2番のりばが下り副本線、3番のりばが上り副本線、4番のりばが上り本線であり、通常の発着には1番のりばと4番のりばが使用される。3番のりばのみ両方向への発車に対応（八本松側からの入線は不可）。
- 「水曜運休」を実施していた時は、一部の当駅始発の下り列車が2番のりばから発車していた。
- 2002年10月5日から2010年3月12日まで運行されていた快速「シティライナー」とは、当駅で緩急接続を行っていた。
  - 上り列車は、当駅止まりの普通列車が3番のりばに到着し、続行で快速「シティライナー」が4番のりばに到着していた。下り列車は、1番のりばから快速「シティライナー」が発車した後、当駅始発の普通列車（上り当駅止の折返し）が3番のりばから発車していた。
- 快速「通勤ライナー」は通過する。2016年3月26日改正で復活して2018年7月の豪雨災害直前まで土休日に運行され、2020年3月14日改正で再度復活した快速「シティライナー」も通過するため、普通列車のみ停車する。
- 瀬野機関区があった頃は相対式・島式の複合2面3線で、旧1番線と旧3番線の間には中線（旧2番線）もあった。また、旧4番線の外側に機関区の施設や線路群が広がっていた。旧3・4番線（島式ホーム）は現在の3・4番線ホームとしてそのまま使用されている。旧1番線ホームと中線（旧2番線）が撤去された後、その跡地に現在の1・2番線（島式ホーム）が新設され、現在の2面4線の姿となっている。

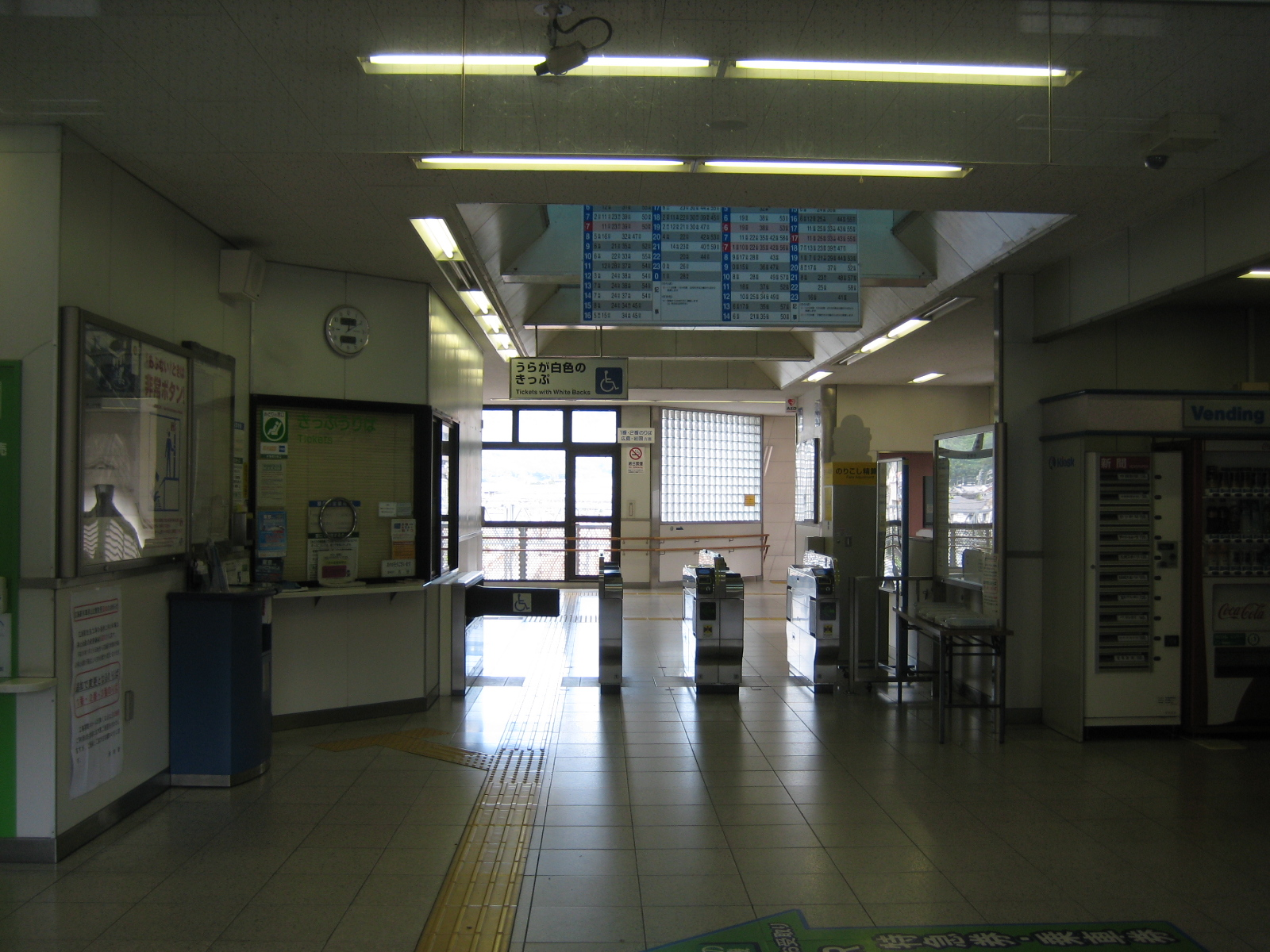
改札口（2012年8月）
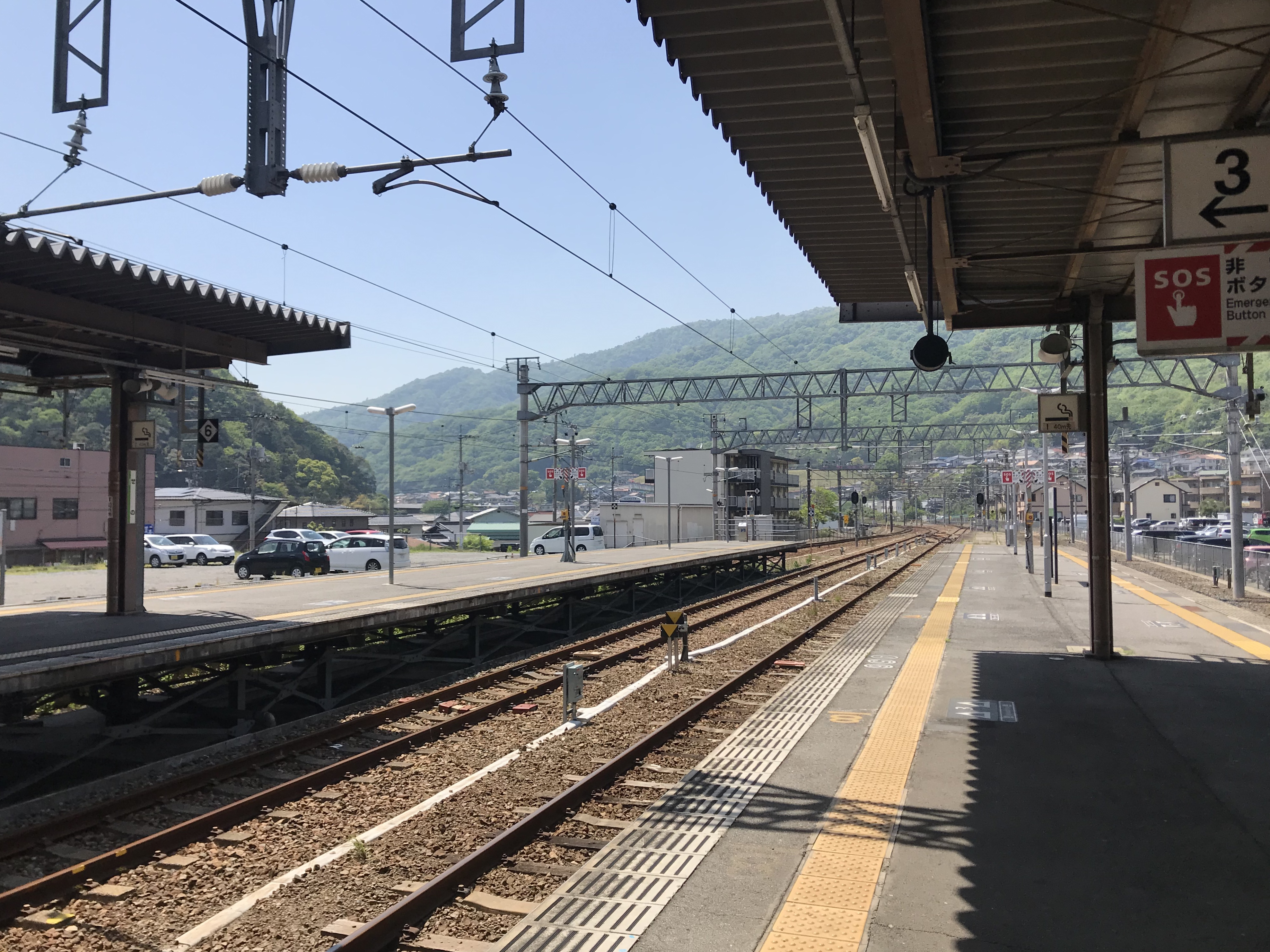
ホーム（2018年4月）

## 利用状況
- 以下の情報は、広島市統計書に基づいたデータである。

| 年度               | 1日平均 乗車人員 | 年度毎 総数 | 定期券 総数 | 普通券 総数 |
| ------------------ | ---------------- | ----------- | ----------- | ----------- |
| 1968年（昭和43年） | 1,404.3          | 1,025,138   | 871,658     | 153,480     |
| 1969年（昭和44年） | 1,446.1          | 1,055,651   | 882,604     | 173,047     |
| 1970年（昭和45年） | 1,470.2          | 1,073,263   | 858,936     | 213,327     |
| 1971年（昭和46年） | 1,554.0          | 1,137,545   | 882,906     | 254,639     |
| 1972年（昭和47年） | 1,639.7          | 1,197,000   | 893,404     | 303,596     |
| 1973年（昭和48年） | 1,790.3          | 1,306,892   | 975,538     | 331,354     |
| 1974年（昭和49年） | 1,973.1          | 1,440,339   | 1,088,560   | 351,779     |
| 1975年（昭和50年） | 1,978.2          | 1,448,040   | 1,060,514   | 387,526     |
| 1976年（昭和51年） | 2,097.9          | 1,531,441   | 1,125,036   | 406,405     |
| 1977年（昭和52年） | 2,124.5          | 1,550,855   | 1,129,820   | 421,035     |
| 1978年（昭和53年） | 2,099.3          | 1,532,494   | 1,107,648   | 424,846     |

- 以上の1日平均乗車人員は、乗車数と降車数が同じであると仮定し、年度毎総数を365（閏年が関係する1971・1975年は366）で割った後で、さらに2で割った値を、小数点第二位で四捨五入。小数点一位の値にしたものである。

| 年度                | 1日平均 乗車人員 |
| ------------------- | ---------------- |
| 1979年（昭和54年）  | 2,097            |
| 1980年（昭和55年）  | 2,121            |
| 1981年（昭和56年）  | 2,170            |
| 1982年（昭和57年）  | 2,165            |
| 1983年（昭和58年）  | 2,267            |
| 1984年（昭和59年）  | 2,372            |
| 1985年（昭和60年）  | 2,423            |
| 1986年（昭和61年）  | 2,484            |
| 1987年（昭和62年）  | 2,668            |
| 1988年（昭和63年）  | 2,922            |
| 1989年（平成 元年） | 2,649            |
| 1990年（平成02年）  | 2,694            |
| 1991年（平成03年）  | 2,715            |
| 1992年（平成04年）  | 2,718            |
| 1993年（平成05年）  | 2,804            |
| 1994年（平成06年）  | 2,820            |
| 1995年（平成07年）  | 2,767            |
| 1996年（平成08年）  | 2,773            |
| 1997年（平成09年）  | 2,740            |
| 1998年（平成10年）  | 2,706            |
| 1999年（平成11年）  | 2,769            |
| 2000年（平成12年）  | 2,729            |
| 2001年（平成13年）  | 2,713            |
| 2002年（平成14年）  | 2,745            |
| 2003年（平成15年）  | 2,832            |
| 2004年（平成16年）  | 2,856            |
| 2005年（平成17年）  | 2,944            |
| 2006年（平成18年）  | 3,030            |
| 2007年（平成19年）  | 3,211            |
| 2008年（平成20年）  | 3,319            |
| 2009年（平成21年）  | 3,315            |
| 2010年（平成22年）  | 3,303            |
| 2011年（平成23年）  | 3,344            |
| 2012年（平成24年）  | 3,381            |
| 2013年（平成25年）  | 3,445            |
| 2014年（平成26年）  | 3,406            |
| 2015年（平成27年）  | 3,570            |
| 2016年（平成28年）  | 3,668            |
| 2017年（平成29年）  | 3,672            |
| 2018年（平成30年）  | 3,532            |
| 2019年（令和 元年） | 3,593            |
| 2020年（令和02年）  | 3,125            |
| 2021年（令和03年）  | 3,000            |
| 2022年（令和04年）  | 3,209            |

乗車数グラフ

## 駅周辺
橋上駅舎になるまで旧瀬野機関区の遺構が残っていた。かつての難所越えの遺構でもあったが、現在はその面影もなくなっている。1998年8月28日 - 2024年4月30日はスカイレールサービス広島短距離交通瀬野線のみどり口駅が駅北側にあったが、同線は2024年5月1日付で廃線となった。同線の廃止後は代替交通として路線バスを運行している（詳細は後述）。

### 北口
- 瀬野機関区記念碑
- スカイレールタウンみどり坂（住宅団地）
- 広島市瀬野駅北口自転車等駐車場
- ショージみどり坂店
- 広島市立瀬野川東中学校
- のんの保育園
- JAアグリパーク瀬野菜園
- 浄行寺
- 宮木医院
- 瀬野川団地

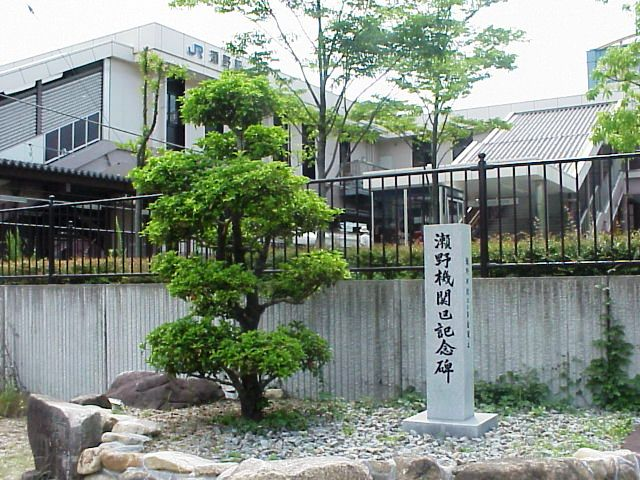
瀬野機関区記念碑（2001年6月）
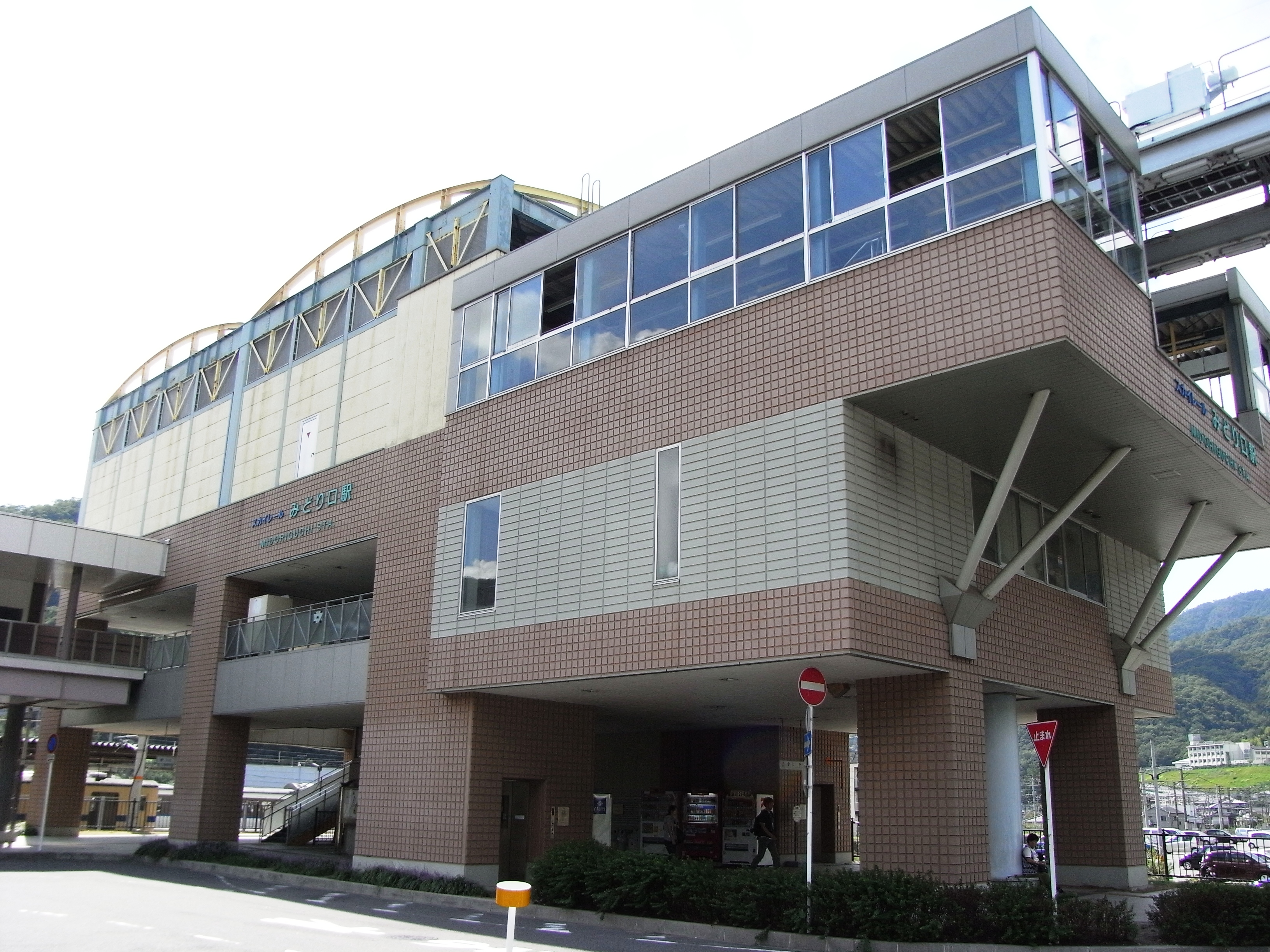
みどり口駅（路線廃止に伴い、2024年に廃駅となった〈2008年9月撮影〉）

### 南口
- 広島市瀬野福祉センター
- ひろしま農業協同組合（JAひろしま）瀬野支店
- 瀬野川郵便局
- 広島市立瀬野小学校
- 広島市立瀬野幼稚園
- 瀬野白川病院

## バス路線

### 南口側
瀬野駅南側の国道2号沿いに芸陽バスの「瀬野駅」停留所がある。運行路線は下記のとおり。
芸陽バス
- 40-8・7-8 阿戸・海上側
- 40-10・7-10 八本松駅・西条駅前
- 7-1 榎山・みつぎ団地
- 40 中野七丁目・国信橋・海田市駅入口・向洋駅前・広島駅・広島バスセンター

### 北口側
スカイレールサービス広島短距離交通瀬野線の廃止代替として、当駅とスカイレールタウンみどり坂を結ぶ「みどり坂タウンバス」が2024年3月30日より運行されている。同路線の定期券は旧みどり口駅構内でスカイレールサービスが販売している。
芸陽バス「みどり坂タウンバス」
- 77-1 循環便 JR瀬野駅北口→みどり中街→みどり中央→瀬野西5丁目南→みどり中街→JR瀬野駅北口
- 77-2 下り便 みどり中央→瀬野西5丁目南→みどり中街→JR瀬野駅北口
- 77-3 上り便 JR瀬野駅北口→みどり中街→みどり中央→瀬野西5丁目南
- 77-4 急行便 みどり中央→みどり中街→JR瀬野駅北口 のみ停車 平日朝の通勤通学時間帯のみ運行

## 道路
- 国道2号 - 海田町方面 / 山陽自動車道志和インターチェンジ・東広島市八本松町方面
- 国道2号 東広島バイパス
  - 瀬野西インターチェンジ - 新広島バイパス・広島市役所・海田大橋方面
  - 瀬野東インターチェンジ - 西条バイパス・三原市方面
- 広島県道33号瀬野川福富本郷線
- 広島県道85号下瀬野海田線
- 広島県道174号瀬野呉線 - 安芸区阿戸・熊野町方面
- 広島県道274号瀬野船越線

## 隣の駅
西日本旅客鉄道（JR西日本）
 山陽本線
■快速「シティライナー」・■快速「通勤ライナー」
通過
■普通
八本松駅 (JR-G08) - 瀬野駅 (JR-G07) - 中野東駅 (JR-G06)
- 以前は八本松駅との間に上瀬野信号所が存在した（同信号場は1939年廃止）。